# Doll Master
Doll Master (en hangul, 인형사; romanización revisada, Inhyeongsa) es una película de Terror Coreano del año 2004, dirigida por Yong-ki Jeong.

## Trama
Hace setenta años, un fabricante de muñecas se enamoró de una bella mujer tan desesperadamente, que construyó una muñeca a su imagen y semejanza. Pero cuando la mujer fue trágicamente asesinada, el fabricante de muñecas fue injustamente acusado del crimen y condenado a muerte. Justo antes de morir pudo ver a la muñeca prometiéndole con la mirada que su muerte sería vengada.
De vuelta al presente, un grupo de jóvenes visita un apartado museo de arte con el propósito de actuar como modelos para una extraña fabricante de muñecas que se encuentra confinada a una silla de ruedas. Pero lo que debería haber sido un trabajo fácil se acaba convirtiendo en una escalofriante pesadilla cuando comienzan a ser misteriosamente asesinados uno por uno.

## Premios
- Mejor largometraje en el Festival de Cine Fantástico de Málaga.

## Reparto
- Kim Yoo-mi es Hae Mi.
- Lim Eun-kyung es Mi Na.
- Chun Ho-jin es Curador Choi.
- Shim Hyung-tak es Tae Seong.
- Ok Ji Young es Yeong Ha.
- Im Hyung-joon es Jeong Ki.

## Los Muñecos Utilizados
Aunque en el relato que las muñecas tienen décadas de antigüedad, muchas de las muñecas utilizadas en la película fueron de Ball-Jointed Doll . Por ejemplo, la muñeca de Mi Na y un muñeco masculino (Demian) son en realidad parte del "Evento" serie de "The AL" muñecas de Custom House, una compañía llamada Korean Doll's Company.